# Комун Нуово
Комун Нуово (итал. Comun Nuovo) је насеље у Италији у округу Бергамо, региону Ломбардија.
Према процени из 2011. у насељу је живело 4086 становника. Насеље се налази на надморској висини од 189 м.

## Становништво
| 1936. | 1951. | 1961. | 1971. | 1981. | 1991. | 2001. | 2011. |
| ----- | ----- | ----- | ----- | ----- | ----- | ----- | ----- |
| 1.776 | 1.886 | 1.815 | 2.059 | 2.323 | 2.658 | 2.908 | 4.163 |